# Jasmin Lord
Jasmin Lord, accreditata anche con il nome anagrafico Jasmin Gaßmann (Stoccarda, 6 novembre 1989), è un'attrice tedesca di origine colombiana.
Il ruolo che le ha dato la popolarità è quello di Rebecca von Lahnstein nella soap opera Verbotene Liebe.

## Biografia
Jasmin Lord nasce a Stoccarda il 6 novembre 1989.
Dopo una vacanza a New York, con i genitori, decide di fermarsi nella metropoli statunitense per studiare recitazione presso la New York Film Academy.
Tornata in Germania, ha il proprio debutto televisivo nel 2008, entrando a far parte del cast principale della soap opera di ARD 1 Verbotene Liebe nel ruolo di Rebecca von Lahnstein, ruolo che interpreta fino all'episodio 3888, andato in onda il 27 luglio 2011. Il ruolo le vale nel 2011 il German Soap Award come star più sexy della soap opera.
Nel 2012, è protagonista, nel ruolo di Milla, del thriller televisivo diretto da Kai Meyer-Ricks Blutsschwestern - Jung, magisch, tödlich e nel 2013 der cortometraggio Honeymoon Hotel, che la vale il  Premio Max Ophül. In seguito, nel 2014, è protagonista, nel ruolo di Evita Ferreira, del film TV del ciclo "Rosamunde Pilcher" La vendetta di Evita (Evitas Rache).
A partire dal 2021 è protagonista (con il nome Jasmin Gaßmann) della serie televisiva Squadra Speciale Stoccarda, dove interpreta il ruolo del nuovo commissario Lea Gómez.

## Filmografia parziale

### Cinema
- Systemfehler - Wenn Inge tanzt, regia di Wolfgang Groos (2013)
- Honeymoon Hotel - cortometraggio, regia di M.E.G. (2013)
- Vier gegen die Bank,  regia di Wolfgang Petersen (2016)
- Zazy, regia di Matthias X. Oberg (2016)
- Bullyparade: Der Film, regia di Michael Herbig (2017)
- EneMe, regia di Jakob Gisik (2018)
- Vielmachglas, regia di Florian Ross (2018)
- General, regia di Antun Vrdoljak (2019)

### Televisione
- Verbotene Liebe - soap opera, 489 puntate (2008-2011)
- Blutsschwestern - Jung, magisch, tödlich - film TV, regia di Kai Meyer-Ricks (2013)
- Squadra Speciale Cobra 11 - episodio 17x11 (2013)
- Rosamunde Pilcher - La vendetta di Evita (Rosamunde Pilcher: Evitas Rache) - film TV, regia di Christine Kabisch (2014)
- Wilsberg - episodi 1x43-1x44 (2014)
- Katie Fforde - Das Schweigen der Männer - film TV (2015)
- Katie Fforde: Tu ed io (Katie Fforde - Du und ich) - film TV (2015)
- Hubert ohne Staller - serie TV, episodio 7x16 (2018)
- Squadra speciale Lipsia (SOKO Leipzig) - serie TV, episodio 18x11 (2018)
- Die Klempnerin - serie TV, episodio 1x10 (2019)
- Watzmann ermittelt - serie TV, episodio 1x2 (2019)
- General - miniserie TV (2019)
- Squadra Speciale Stoccarda (SOKO Stuttgart) - serie TV, 36+ episodi (2021-...)

## Teatro
- The Primary English Class (2006)
- Proof (2006)
- I Had to Be You (2006)
- Pizza Man (2007)

## Premi e nomination
- 2009: Miss Soap
- 2011: German Soap Award come star più sexy delle soap opera[5]
- 2012: Premio al Screamfest Horror Film Festival per On Air
- 2013: Shocking Shorts Award
- 2013: Premio Max Ophül per Honeymoon Hotel[4]